# Kočov (tvrz)
Kočov je zaniklá tvrz ve stejnojmenné obci v okrese Tachov. Od čtrnáctého století sloužila jako panské sídlo kočovského statku. Sídelní funkci definitivně ztratila na počátku 17. století a zanikla. Dochovalo se z ní tvrziště chráněné od roku 1964 jako kulturní památka.

## Historie
Z Kočova pocházel vladycký rod Kočovských z Kočova, jehož příslušníci v něm ve čtrnáctém století vystavěli tvrz. První písemná zmínka o ní je z roku 1357, kdy patřila Konrádovi z Kočova. V letech 1359–1403 byl majitelem Konrádův syn Humprecht a po něm jeho stejnojmenný syn připomínaný v letech 1412–146 (1411–1420). Měl bratry Zbyňka a Sezimu, jehož syn Humprecht se stal dalším pánem v Kočově, který mu patřil až do smrti v roce 1474. Statek zdědila dcera Anna, která se provdala za Kryštofa z Rebersreuthu. Kryštof vesnici vlastnil až do smrti v roce 1494, kdy ji získal Zbyňkův syn Jan Kočovský a roku 1514 ji prodal Jindřichovi z Gutštejna.
Od Jindřicha z Gutštejna Kočov získal Hanuš Pluh z Rabštejna, který jej postupně přenechal svým bratrům. Kryštof Pluh z Rabštejna je jako držitel Kočova připomínán v letech 1519 a 1522 a po jeho smrti jej vystřídal bratr Štefan (1526). Hanuš přežil i jeho, a Kočov poté připadl jeho synovi Kašparu Pluhovi z Rabštejna. Kašpar se zúčastnil povstání stavů v roce 1547 a po jeho porážce musel utéct ze země. Král Ferdinand I. jeho majetek zkonfiskoval a roku 1549 Kočov zastavil Jindřichu Šlikovi.
Kočovská tvrz v té době byla pustá, a král proto Jindřichu Šlikovi povolil utratit 300 tolarů na její renesanční přestavbu. Okolo roku 1559 statek získal Florián Gryspek z Gryspachu, který pokračoval ve stavebních úpravách sídla. Na tvrzi však nežil, ale jako úředník na ní sídlil Jindřich Grafinger ze Saleku. Po Floriánově smrti roku 1588 Kočov připadl nejstaršímu synu Václavovi Gryspekovi z Gryspachu. Po jeho smrti statek zdědili bratři, z nichž Ferdinand a Blažej Gryspekové získali práva Jana Millnera z Milhauzu, který vesnici roku 1599 koupil od císaře do dědičného držení. Gryspekové však Kočov už v roce 1602 prodali Bedřichu Šlikovi z Holíče. Kočovská tvrz v té době již chátrala, a po připojení k panství Planá zanikla.

## Stavební podoba
Dochované tvrziště má okrouhlý tvar s průměrem okolo čtyřiceti metrů. Nachází se na pozemcích mezi domy čp. 31 a 36. Původně ho obklopoval příkop a val, ale opevnění bylo z velké části zarovnáno. Příkop se dochoval lépe na západní a jižní straně, zatímco na východě je patrný jen jako sníženina terénu.